# Knud Gamborg
Knud Frederik Gamborg (30. juni 1828 i Tikøb – 3. januar 1900 i København) var en dansk tegner.
Gamborg var søn af residerende kapellan i Tikøb, senere sognepræst i Stenløse og Veksø Frederik Vilhelm Gamborg og Sophie Vilhelmine f. Thomsen, var vinhandlersvend, blev oktober 1848 optaget på Kunstakademiet og gik her i et halvt år, men måtte på grund af ændrede økonomiske forhold afbryde undervisningen og nedsatte sig som vinhandler.
Han opgav 1857 atter handelen for på ny at søge ind ved Akademiet (oktober samme år) og fik 1861 den lille sølvmedalje. Han forlod Akademiet i slutningen af 1862. Samme år besøgte han Norditalien og var senere på rejser i Norge og Sankt Petersborg.
Oprindelig var det Gamborgs plan at blive maler, og han modtog en større bestilling fra grev Moltke-Bregentved, men slog sig dog snart – oprindelig af økonomiske grunde – på vittighedspressen som tegner. På dette felt lagde han sig primære kunstneriske virksomhed og tegnede bl.a. til Illustreret Tidende, Punch og Puk. Han bidrog også til bogen: Fra Kommerceraadens Mappe (1889) med humoristiske tegninger og har illustreret J. Davidsen: Fra det gamle Kongens Kjøbenhavn (1880-81). Gamborgs produktion er især en dokumentation af livet i 1870'ernes og 1880'ernes København.
Hans værker findes bl.a. i Teatermuseet, Øregaard Museum, Københavns Museum, Det Kongelige Biblioteks billedsamling, Museet på Koldinghus (Amfiteatret i Pola) og i Kobberstiksamlingen.
Han er begravet på Vestre Kirkegård.